# Скуф
Скуф, також скуфідон — інтернет-мем, що набув популярності у 2020-х роках. Термін «скуф» означає чоловіків віком за 30 років, які виглядають не дуже охайно, працюють на низькооплачуваній та безперспективній роботі, а вільний час проводять, п'ючи пиво, дивлячись телевізор або граючи в комп'ютерні ігри.

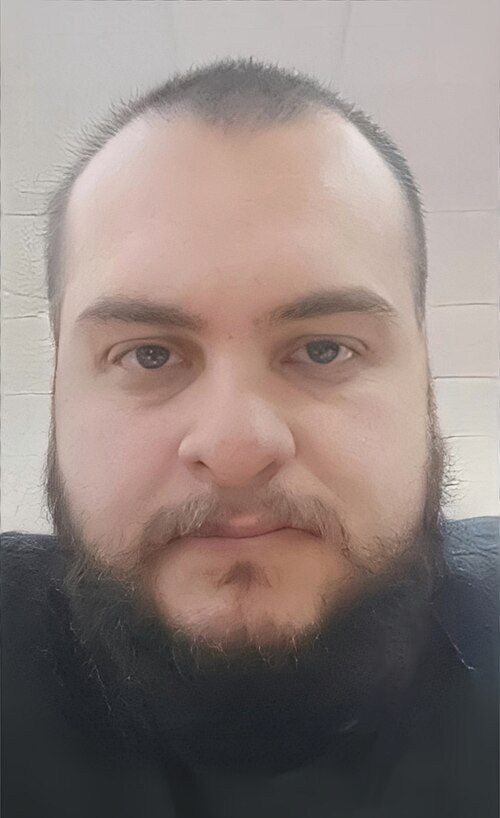
Приклад «скуфа»

## Походження, поширення, суть
Слово «скуф» походить від прізвища користувача іміджборда «Двач» Олексія Скуф'їна, який 2018 року писав там на політичні теми. Відео за участі Скуф'їна стало вірусним, а його прихильників, або будь-кого, схожого на Скуф'їна зовнішністю або поглядами, почали називати «скуфами». Мем відродився 2023 року завдяки публікаціям в Інстаграмі та інших соціальних мережах. Типовий сюжет коротких роликів (Reels) — замальовки з життя «скуфів», в яких неохайний головний герой грає в ігри, або п'є пиво, або обговорює політичні теми[неавторитетне джерело].
Поширення мема призвело до створення жартівливих досліджень на пов'язані теми. Серед вже відомих персонажів до скуфів відносили героїв Дмитра Брекоткіна з «Уральских пельменів», або Сєргєя Белякова з «Наша Russia» у виконанні Сергія Свєтлакова. Найбільш типовими автомобілями скуфів називали ВАЗ-2109, Daewoo Lanos, Dacia Logan або Chevrolet Aveo.
Персонаж-представник цього мему став головним героєм російської візуальної новели «Альтушка для скуфа».